# Констанція Лещинська
Конста́нція Лещи́нська (1640—1669) — представниця українських магнатських і князівських родів.

## Життєпис
Походила зі впливового роду Вишневецьких. Єдина дитина крем'янецького старости Юрія Вишневецького та Євфрозини-Еулалії Тарновської. Народилася у 1640 році, у Залізцях або Кременці. У 1641 році втратила батька. Виховувалася матір'ю в католицькій вірі. У 1645 році втратила матір. Після цього опинилася під опікою родича Яреми Вишневецького. 
1651 року після смерті Яреми Вишневецького опинилася під опікою стриєних братів Дмитра-Юрія і Костянтина-Криштофа. Втім, останні не  приділяли уваги Констанції та не піклувалися про її володіння. За це з ними судився брат бабці Констанції — Францішек Бернард Мнішек. 
У 1655 році оголошена повнолітньою. Тоді ж домовлено про поділ володінь діда — Костянтина Вишневецького — між Констанцією та її братів Дмитром-Юрієм і Костянтином-Криштофом Вишневецькими. Констанція отримала права на частки у володіннях Залозьце, Вишневець, Маначин, Чорний Остров, Карабков, Сарновець.
У 1656 році була видана в шлюб з Самійлом Лещинським, старостою луцьким, принісши посаг у 200 тис. польських злотих. Весілля відбулося у Кременці. Деякий час мешкала в Корці, де опікувалася місцевими костелами. Втім, під загрозою військових дій Речі Посполитої з Московським царством і Військом Запорозьким вимушена була від'їхати до родинних маєтків Лещинських. 
Померла у 1669 році. Дітей не мала.